# Навчання Хауса (Доктор Хаус)
«Навчання Хауса» (англ. House Training)  — двадцята серія третього сезону американського телесеріалу «Доктор Хаус». Прем'єра епізоду проходила на каналі FOX 24 квітня 2007. Доктор Хаус має навчити Формана лікарської моралі, який відчуває провину за вбивство пацієнтки.

## Сюжет
Під час гри в три карти шахрайка Люп втрачає здатність вирішувати і непритомніє. В лікарні її оглядає Форман і каже їй, що це емболія. Дізнавшись про життя пацієнтки Форман вирішує, що вона наркоманка. Проте Чейз вже зробив цей тест і він був негативний. У будинку Люп Форман і Чейз знаходять миш'як, який жінка могла використовувати як наркотики. Пацієнтка заперечує вживання, тому Чейз робить аналіз. Проте незабаром у жінки починається кашель, блювання з кров'ю і зупинка дихання.
Томографія показала утворення, що свідчить про автоімунне захворювання. Форман починає курс лікування із стероїдами. Невдовзі у Люп відмовляє печінка і або їй знайдуть донора, або вона помре через 48 години. Форман наполягає на опроміненні, але Кемерон і Чейз вважають, що це може негативно вплинути на здоров'я пацієнтки. Хаус погоджується з Форманом. Під час підписання дозволу Люп знову втрачає здатність вирішувати і непритомніє. Її опромінюють, а під час огляду Форман чує шуми в її грудях. Незабаром жінка починає кричати від болю, який їй  завдав звичайний манжет. Команда розуміє, що це інфекція, а опромінення зруйнувало її імунітет. Форман відчуває провину і тому залишається з пацієнткою до її смерті. Хаус намагається зрозуміти, яка у неї інфекція, але Форман не дозволяє йому робити це, бо знає, що Хаусу потрібен лише діагноз. Вночі Люп помирає і Хаус проводить розтин. Він знаходить на її тілі подряпину від бюзгалтера і дізнається, що у жінки був звичайний стафілокок.

## Цікавинки
- До Формана приїжджає мама, яку він не бачив 8 років, і батько.
- Хаус розмовляє з другою дружиною Вілсона, щоб врятувати Кадді від звання місіс Вілсон. Також він забирає до себе собаку Вілсона - Гектора.